# Gerhard Skiba
Gerhard Skiba (Braunau am Inn, Austria, 1947-15 de marzo de 2019) fue un político austríaco del Partido Socialdemócrata de Austria, alcalde de la ciudad Braunau am Inn (1989-2010).

## Carrera política
Se volvió internacionalmente conocido con motivo de la instalación de una Piedra en Memoria por las víctimas del fascismo frente a la casa natal de Adolf Hitler. En 1992, representantes de Bautzen, Mauthausen, Wunsiedel y de otras ciudades con una herencia indeseada siguieron su invitación a los primeros Días de Historia Contemporánea en Braunau.
En septiembre de 2010 Skiba dejó su puesto de alcalde por razones de salud. En una reunión mantenida con el presidente del grupo parlamentario SPÖ del partido de la ciudad Skiba afirmó que su estado de salud no le permitía continuar ejerciendo como alcalde, por lo que había entregado su carta de renuncia a la ciudad de Braunau.